# Leschenaultia halisidotae
Leschenaultia halisidotae là một loài ruồi trong họ Tachinidae.